# Klodian Duro
Klodian Duro (21 de dezembro de 1977, em Tirana, Albânia) é um futebolista albanês que joga como meio campo atualmente no KF Tirana da Albânia e na Seleção Albanesa de Futebol. 

## Carreira em Clubes
Duro começou sua carreira no clube de sua cidade natal KF Elbasan, onde permaneceu por 2 temporadas, e a sua estreia profissional só veio com o KF Tirana em 1998. Depois de uma temporada no Tirana, ele foi para o Vllaznia Shkodër, onde permaneceu 2 temporadas, jogando 44 partidas e marcando 8 gols. Em 2002 Duro foi para a Turquia, para jogar pelo Samsunspor, ainda na sua passagem pela Turquia ele jogou pelo SK Galatasaray, Malatyaspor e Rizespor. Depois de sua passagem pela Turquia, Duro voltou para a Albânia para jogar pelo Partizan Tirana. Em 2004 ele foi contratado pelo clube alemão Arminia Bielefeld, onde jogou 19 partidas. Depois voltou novamente a Albânia, agora para jogar pelo KF Tirana onde permaneceu 3 temporadas, jogando 84 partidas e marcando 25 gols. Em 2008 ele foi jogar no Chipre pelo AC Omonia. Em 2009 ele foi contratado pelo Apollon Limassol, onde permaneceu uma temporada antes de ser vendido para o time austríaco LASK Linz. 

## Carreira Internacional
Duro foi convocado para a Seleção Albanesa de Futebol em 2001, virando titular da equipe, jogando até hoje 78 partidas e marcando 6 gols.

## Títulos

### Vllaznia Shkodër
- Campeonato Albanês de Futebol 2000-01
- Supercopa da Albânia 2001

### KF Tirana
- Campeonato Albanês de Futebol 1998-99
- Campeonato Albanês de Futebol 2006-07
- Copa da Albânia 1998-99
- Copa da Albânia 2005-06
- Supercopa da Albânia 2005-06

### Apollon Limassol
- Copa do Chipre 2009-10

### Gols pela seleção nacional
| #  | Data                  | Local           | Adversário           | Gol | Resultado | Competição                                               |
| -- | --------------------- | --------------- | -------------------- | --- | --------- | -------------------------------------------------------- |
| 4. | 07 de outubro de 2010 | Tirana, Albânia | Bósnia e Herzegovina | 1–1 | 1–1       | Qualificações_para_Campeonato_Europeu_de_Futebol_de_2012 |